# Philetus kitsi
Philetus kitsi — вид двокрилих комах родини товкунчикових (Empididae). Описаний у 2020 році.

## Назва
Вид названо на честь ентомолога Джоеля Кітса.

## Поширення
Ендемік канадської провінції Юкон. Типовий зразок (самець) виявлений у липні 2019 року в горах Річардсон.